# Collegio uninominale Lazio 1 - 13
Il collegio elettorale uninominale Lazio 1 - 13 è stato un collegio elettorale uninominale della Repubblica Italiana per l'elezione della Camera dei deputati tra il 2017 ed il 2022.

## Territorio
Come previsto dalla legge elettorale italiana del 2017, il collegio era stato definito tramite decreto legislativo all'interno della circoscrizione Lazio 1.
Era formato dal territorio di 9 comuni: Albano Laziale, Anzio, Ardea, Ariccia, Genzano di Roma, Lanuvio, Nemi, Nettuno e Velletri.
Il collegio era quindi interamente compreso nella città metropolitana di Roma Capitale.
Il collegio era parte del collegio plurinominale Lazio 1 - 03.

## Eletti
| Elezione | Elezione | Deputato          | Partito           |
| -------- | -------- | ----------------- | ----------------- |
|          | 2018     | Marco Silvestroni | Fratelli d'Italia |

## Dati elettorali

### XVIII legislatura
Come previsto dalla legge elettorale, 232 deputati erano eletti con sistema a maggioranza relativa in altrettanti collegi uninominali a turno unico.
| Candidati              | Candidati                   | Voti    | %     | Liste                           | Voti    | %     |
| ---------------------- | --------------------------- | ------- | ----- | ------------------------------- | ------- | ----- |
|                        | Marco Silvestroni ✔️ Eletto | 61 086  | 38,21 | Forza Italia                    | 24 437  | 15,29 |
| Lega                   | Marco Silvestroni ✔️ Eletto | 61 086  | 38,21 | 23 531                          | 14,72   |       |
| Fratelli d'Italia      | Marco Silvestroni ✔️ Eletto | 61 086  | 38,21 | 11 864                          | 7,42    |       |
| Noi con l'Italia - UDC | Marco Silvestroni ✔️ Eletto | 61 086  | 38,21 | 1 254                           | 0,78    |       |
|                        | Bianca Zama                 | 58 334  | 36,49 | Movimento 5 Stelle              | 58 334  | 36,49 |
|                        | Ileana Piazzoni             | 27 946  | 17,48 | Partito Democratico             | 24 315  | 15,21 |
| +Europa                | Ileana Piazzoni             | 27 946  | 17,48 | 2 816                           | 1,76    |       |
| Italia Europa Insieme  | Ileana Piazzoni             | 27 946  | 17,48 | 439                             | 0,27    |       |
| Civica Popolare        | Ileana Piazzoni             | 27 946  | 17,48 | 376                             | 0,24    |       |
|                        | Bruno Romagnoli             | 4 451   | 2,78  | Liberi e Uguali                 | 4 451   | 2,78  |
|                        | Paolo Felci                 | 3 344   | 2,09  | CasaPound                       | 3 344   | 2,09  |
|                        | Clarissa Castaldi           | 2 041   | 1,28  | Potere al Popolo!               | 2 041   | 1,28  |
|                        | Bruno Valentini             | 1 096   | 0,69  | Partito Comunista               | 1 096   | 0,69  |
|                        | Sabrina Bosu                | 781     | 0,49  | Il Popolo della Famiglia        | 781     | 0,49  |
|                        | Alessia Battazzi            | 611     | 0,38  | Italia agli Italiani            | 611     | 0,38  |
|                        | Egle Fraveto                | 102     | 0,06  | Per una Sinistra Rivoluzionaria | 102     | 0,06  |
|                        | Massimo Persia              | 78      | 0,05  | Blocco Nazionale per le Libertà | 78      | 0,05  |
| Totale                 | Totale                      | 159 870 | 100   |                                 | 159 870 | 100   |
|                        |                             |         |       |                                 |         |       |
| Voti non validi        | Voti non validi             | 4 252   | 2,59  |                                 |         |       |
| Votanti                | Votanti                     | 164 122 | 70,88 |                                 |         |       |
| Elettori               | Elettori                    | 231 538 |       |                                 |         |       |